# Антиклавдиан
«Антиклавдиа́н» (лат. Anticlaudianus) — аллегорическая поэма Алана Лилльского в 9 книгах. Написана в 1182—1183 гг. Сохранилось 110 рукописей.

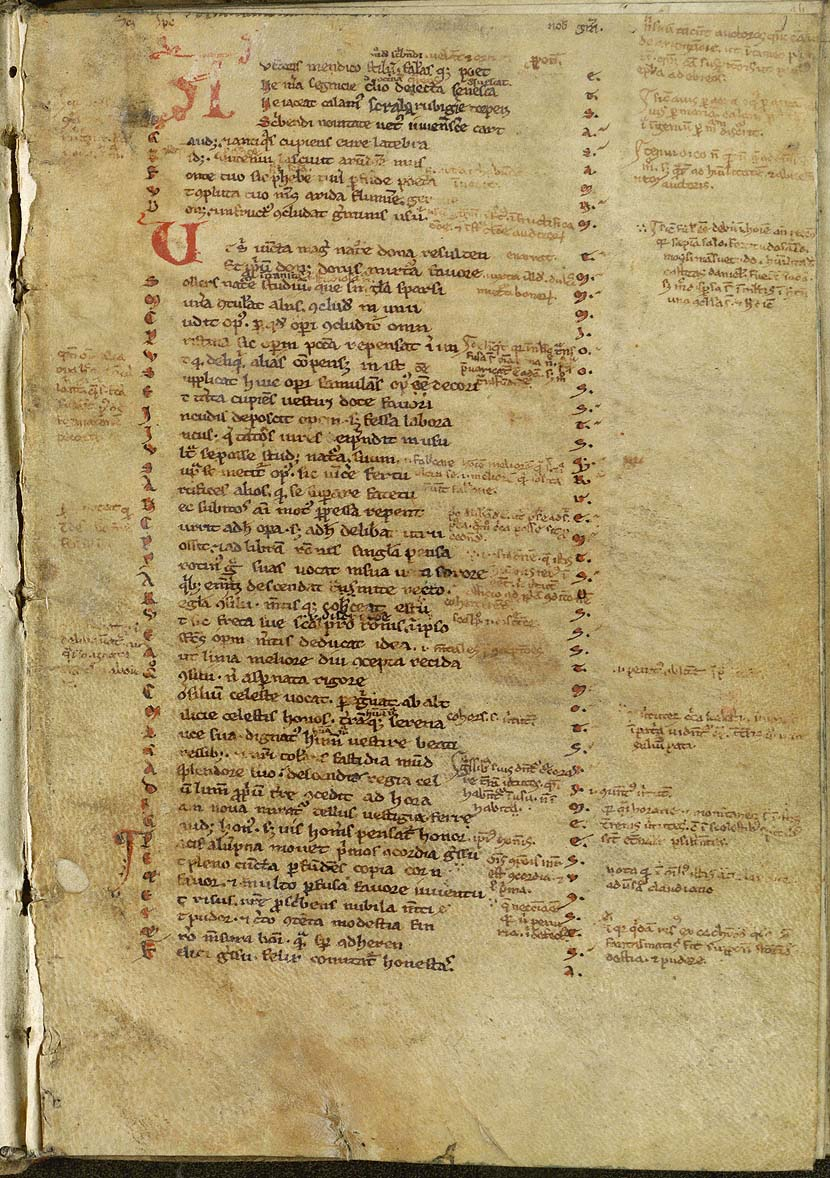
Рукопись «Антиклавдиана»

## Название
В названии поэмы (полностью «Антиклавдиан об Антируфине», лат. Anticlaudianus de Antirufino) содержится отсылка к поэме Клавдиана «Против Руфина» (конца IV в. — начала V вв.), в которой фурия Алекто, недовольная миром во всём мире, созывает все Пороки на собрание в преисподней, чтобы разработать план мести. По совету Мегеры, миссию по уничтожению Земли возлагают на Руфина, который является воплощением всякого зла. По замыслу Алана, «Антируфин» означает напротив, воплощение всех добродетелей, то есть идеального человека.

## Содержание
Природа планирует создать совершенного человека. Она призывает на совет своих божественных сестёр: Согласие (Concordia), Изобилие (Copia), Милость (Favor), Молодость (Iuventus), Смех (Risus), Стыдливость (Pudor), Скромность (Modestia), Разум (Ratio), Уважение (Honestas), Честь (Decus), Благоразумие (Prudentia), Благочестие (Pietas), Веру (Fides) и Благородство (Nobilitas). Царство Природы представляет собой сад вечной весны, окружённый лесом. Посреди сада стоит дом Природы, украшенный картинами, на которых изображены двенадцать героев и других образцов для подражания: Аристотель, Платон (назван «более божественным»), Сенека, Птолемей, Цицерон, Вергилий, Геркулес, Одиссей, Тит, Турн, Ипполит и Киферея. Здесь проходят заседания божественного комитета. Природа объявляет свою программу: создать нового человека, который будет одновременно человеком и Богом. Благоразумие одобряет план, но предупреждает, что создание души потребует участия более высоких сил и выражает сомнение в успехе. Это вызывает некоторую растерянность, но тут её старшая сестра Разум советует пригласить Фронесис (то есть Мудрость, далее именуемую также Софией), которая знает толк в божественных таинствах. Согласие (Конкордия) соглашается, и вновь торжествует гармония.
Семь прекрасных дев (свободные искусства) воплощают дары Фронесис и помогают ей. Она велит им построить повозку для небесного путешествия, которое следует предпринять, дабы проникнуть в тайны Нус и волю высшего Создателя. Грамматика делает оглоблю, Диалектика оси, Риторика наносит позолоту (науки тривия). Арифметика, Музыка, Геометрия и Астрономия (науки квадривия) создают четыре колеса. Пять чувств запряжены в повозку вместо коней. Фронесис, Рацио и Пруденция едут через небесные сферы и наконец прибывают к жилищу Теологии, которая пьёт из источника Святого Духа. Фронесис излагает ей желание Природы и просит показать путь в твердыню «высочайшего Юпитера». Им приходится оставить позади повозку с лошадьми, а также Рацио.
Здесь (примерно на середине поэмы) следует обширное отступление, в котором Алан размышляет, как приступить к дальнейшему изложению.
Фронесис движется через хрустальные небеса в Эмпирей, где находятся ангельские хоры, а также блаженные и Дева Мария. Среди блаженных выделяются Авраам, Пётр, Павел, Лаврентий и Викентий Леринский. Во дворце Бога находятся вечные идеи (например, красота Адониса, хитрость Одиссея, красноречие Цицерона и т. д.), причины и основания всего сущего. Сияющий источник даёт начало ручью, ручей реке, и все три являются одновременно водой и светом. Бог в своём величии исполняет молитву Фронесис. Он велит Нус сформировать Идею совершенной души и затем ставит на ней свою печать. При этом присутствуют Парки, как того требует процедура. Фронесис мажет душу бальзамом, чтобы защитить её от неблагоприятного воздействия планет, через орбиты которых пролегает обратное путешествие.
Природа приступает к работе. Она находит для вместилища души лучшие материалы и создаёт тело, которое может соперничать с Нарциссом и Адонисом. Каждая из божественных сестёр подносит дары. Молва разносит сенсационную новость. Слышит её и Алекто. Она призывает в Тартар все пороки и бичи человечества. Поскольку нового Руфина в наличии нет, вся адская орда идёт войной. Но Природа мобилизует Добродетели. Силы Добра и Зла вступают в битву (как в «Психомахии» Пруденция), и новый человек, именем Юный (Iuvenis) выходит из неё победителем. Силы Зла бегут обратно под землю. Любовь и гармония царят на земле, нивы и лозы плодоносят сами по себе, роза цветёт без шипов.